# Зелена крастава жаба
Зелена крастава жаба (лат. Pseudepidalea viridis) је врста жабе крастаче која настањује континенталну Европу, западну и средњу Азију и северну Африку.

## Опис
Имају здепасто тело дужине до 12 центиметара прекривено многобројним брадавицама. Женке су крупније од мужјака. Боја им је жутосива са зеленим мрљама. Могу да мењају боју у зависности од температуре и осветљења. Иза очију се налазе уочљиве накупине отровних жлезда у облику кратке пруге- паротидне жлезде, које луче отрован секрет који служи за одбрану од непријатеља. Задње ноге су релативно кратке. Немају зубе.

## Распрострањење
Зелена крастача насељава Европу, западну и средњу Азију и северну Африку. У Европи настањује њен средњи, источни и јужни део, укључујући Апенинско и Балканско полуотрво.

## Станиште
Настањује станишта у распону од мочвара и шума, преко степа до полупустиња и пустиња. Налази се и у стаништима са изразитим антропогеним утицајем (градови, паркови, вртови, итд.).

## Угроженост
На територији Србије носи епитет строго заштићене врсте.
Налази се на Прилогу II Бернске конвенције, а по Међународној унији за заштиту природе (IUCN) спада у категорију последње бриге.